# George Gordon King
Pour les articles homonymes, voir George King et King.
George Gordon King, né le 9 juin 1807, et mort le 17 juillet 1870, est un membre de la Chambre des représentants des États-Unis pour Rhode Island.

## Biographie
George Gordon King naît à Newport à Rhode Island, le 9 juin 1807.